# 国が燃える
『国が燃える』（くにがもえる）は本宮ひろ志の漫画である。『週刊ヤングジャンプ』で2002年49号より2005年9号まで連載された。  

## 概要
昭和における日本の戦争の歴史を「人間によって過った流れは人間によって修正できるのか?」をテーマに、東北地方の小作農の息子として生まれた架空の官僚・本多勇介を主人公に実在の人物を登場させながら描く。最終的には満洲国の建国から崩壊、入植者の引き上げまでを描く予定であったが、#南京大虐殺の描写問題が発生した影響で、昭和13年(1938年)以降がかなり端折られる展開となった（物語は一応完結している）。

## 主な登場人物
本多 勇介
小作農の息子として生まれたが学力を認められて、山形の豪農・本多家(モデルは本間家)の養子となる(前近代における猶子に近い立場であり、当主は前当主の実子が継いでいる)。帝国大学卒業後、農商務省に出仕(省の分割後は商工省に配置される)。石橋湛山に師事し、「小日本主義」に傾倒していたが、本多家の意向もあって満洲への入植政策に関わっていく。愛息の正太郎の予科練志願に反対し、アカ呼ばわりされる。
敗戦が近付くと開拓団に引き揚げを求めるが、失敗に終わった。シベリア抑留に遭っても開拓団への引き揚げの失敗を深く悔やんだ。また、抑留中は共産主義の強要に反撥したため強制収容所に送られた。帰国時には引き揚げ船に最後まで残り、下船すると正太郎の遺影と共に家族で泣き出した。同僚だった中西からの通産省への復帰を断って農作業に余生を送り、1985年初夏、83歳で亡くなった。
松前 洋平
帝和財閥御曹司。型破りな人物。幼なじみの翔子への恋に敗れたのち、大陸浪人となり、蔣介石と関わっていく。敗戦時には勇介がシベリアに抑留されたことを翔子に伝え、蔣介石に中国の日本人を帰還させるよう直訴した。国共内戦で国民党側として戦って負傷、呂明花に抱かれて44歳で戦死。
川島 翔子
本多勇作の見合い相手、一万石の家柄の令嬢。勇介と結婚するが、両親の猛反対で自宅に監禁される。監禁中に妊娠すると、母親に中絶を強要されるが、包丁を首にあてがって出産を決意。ドイツから帰った兄の忠俊によって解放され、息子の正太郎を出産。二度目の出産直前に死にかけたが、甘粕正彦の輸血に救われ、娘の咲子をも無事出産。
本多 千代
勇介の妹で、絵の才能がある。後に大村光雄と結婚して、後にハルビンに赴任。
本多正太郎
勇介の息子。大東亜戦争が始まるまでは普通の少年のように暮らしていたが、大東亜戦争が起こる直前に、父・勇介の反対を押し切って予科練に志願する。米軍機に上から突撃して戦死。後に抑留された勇介は正太郎の言葉を思い出して帰国まで持ち堪えた。
本多 咲子
勇介の娘で、正太郎の妹。母と共に舞鶴港に54回も足を運んで父の帰国を待った。父が帰国すると一家で泣きながら再会を喜んだ。後に美智子などの三児の母となる。
川島家
一万石の家柄の流れを汲む茨城の大地主。東京では本所に屋敷を持つ。小作争議に巻き込まれかけるが、勇介と翔子の機転により、農民との衝突を避ける。勇介が本多家とはいっても(実質的には相続の可能性がない)養子であることから、勇介と翔子の結婚に反対し、翔子を自宅に軟禁したこともある。
川島 忠俊
川島翔子の兄。海軍のパイロット(少佐)。物語中にドイツ留学。翔子と勇介の結婚が川島家の反対で、引き裂かれそうになった時、勇介と翔子の側に立ち、彼女らを結婚させることに成功する。真珠湾攻撃の際に戦死。
石原 莞爾
ふとしたきっかけで勇介と知り合い、同郷ということで意気投合。個人的な付き合いをはじめる。良識派知的軍人として描かれているが、満洲事変においては激昂描写がされている。
岸 信介
商工省における勇介の先輩。後の内閣総理大臣。
呂 明花
中国(国民党)、日本、満洲(溥儀近辺)をわたる不思議な女。一時勇介と恋仲になる。国共内戦では国民党側につく。

### その他の重要な実在人物
詳細は各項目を参照。
- 石橋湛山
- 甘粕正彦
- 真崎甚三郎
- 板垣征四郎
- 椎名悦三郎
- 小磯国昭
- 武藤章
- 永田鉄山
- 大川周明
- 弐キ参スケ
  - 東条英機
  - 星野直樹
  - 鮎川義介
  - 岸信介
  - 松岡洋右

## 書誌情報
- 本宮ひろ志 『国が燃える』 集英社〈ヤングジャンプコミックス〉、全9巻
  1. 2003年5月19日発売、ISBN 4-08-876449-8
  2. 2003年5月19日発売、ISBN 4-08-876450-1
  3. 2003年9月19日発売、ISBN 4-08-876498-6
  4. 2003年12月18日発売、ISBN 4-08-876539-7
  5. 2004年3月19日発売、ISBN 4-08-876580-X
  6. 2004年6月18日発売、ISBN 4-08-876620-2
  7. 2004年9月17日発売、ISBN 4-08-876671-7
  8. 2005年2月18日発売、ISBN 4-08-876710-1
  9. 2006年10月19日発売、ISBN 4-08-876771-3

## 南京大虐殺の描写問題
2004年9月、第87話（42号掲載）と第88話（43号掲載）において、南京大虐殺について取り上げ、「百人斬り競争」や、逃げ惑う一般市民を機関銃掃射する場面を描写。43号には参考文献を列挙した。これに対し、資料として取り上げられた写真の矛盾点を修正して描いたとして、一部の読者や学者、右翼団体、保守政治家から捏造であるとの抗議を受け、ネット掲示板、ブログなどでも非難の声が多数上がった。
一部地方議会議員のグループは、集英社と本宮に対し抗議をおこなった。集英社は10月8日、「不適切と指摘された個所は検討を重ね、適切な処置と読者への経過説明をする」とコメントした。10月13日には「描写の参考にした写真は『ねつ造された』との指摘もある。そういう資料を使ったのは不適切だった」として、『国が燃える』の休載を発表した。
『国が燃える』は、48号より52号まで休載となったのちに連載再開されたものの、休載直前から駆け足の展開となり、翌年1月には終了した。2004年11月11日、本誌上にて問題のシーンを含む二話（計21ページ）はコミックス版では削除されると発表、2006年10月19日に該当部分未収録の単行本9巻（最終巻）が発行された。
ここで問題の一つとして取り上げられた「修正された矛盾点」とは、所謂南京大虐殺について懐疑的な人々から、その矛盾を理由に「虐殺の存在や、日本軍が関与している証拠にはならない」と指摘されている部分を、矛盾が無いように加筆修正しているとされる点である。
具体例としては
1. 資料写真では膝から足首へとゲートルが巻かれているが、作中では足首から膝へとゲートルを巻いた様に修正して描写した[3]。
2. 女性の衣服を脱がし記念撮影を行ったとされる写真で、実際の写真にはない日本軍の制帽・肩章を追加している。さらに背景にある第三者の腕も削除している。[4]
3. 現在は虚偽であるとされている田所耕三の証言をナレーションに使用している。ちなみに『国が燃える』の中では、田所耕三の証言をさらに改竄しているとの指摘もある。

など多数が指摘されている。
この件に関して、2004年11月1日に出版流通対策協議会は毅然たる対応で出版するように全出版社に呼びかけた。また同年12月16日、日本ジャーナリスト会議が南京大虐殺の研究者を招いて講義を行い、「『国が燃える』の本質をつかみ、確信をもつことが重要」と主張した。